# 吾妻古墳
吾妻古墳（あづまこふん / あずまこふん）は、栃木県栃木市大光寺町吾妻・下都賀郡壬生町藤井吾妻原にある古墳。形状は前方後円墳。しもつけ古墳群（うち飯塚・国分寺地域）を構成する古墳の1つ。国の史跡に指定され、石室部材は栃木県指定有形文化財に指定されている。
栃木県では最大規模の古墳で、6世紀後半（古墳時代後期）頃の築造と推定される。

## 概要
| 古墳名         | 形状         | 規模        | 築造時期    | 史跡指定 |
| -------------- | ------------ | ----------- | ----------- | -------- |
| 摩利支天塚古墳 | 前方後円墳   | 墳丘長120m  | 5c末        | 国史跡   |
| 琵琶塚古墳     | 前方後円墳   | 墳丘長123m  | 6c初頭      | 国史跡   |
| 吾妻古墳       | 前方後円墳   | 墳丘長127m  | 6c後半      | 国史跡   |
| 甲塚古墳       | 帆立貝形古墳 | 墳丘長80m   | 6c後半      | なし     |
| 愛宕塚古墳     | 前方後円墳   | 墳丘長78.5m | 6c末        | 県史跡   |
| 山王塚古墳     | 前方後円墳   | 墳丘長89m   | 6c末-7c初頭 | なし     |
| 丸塚古墳       | 円墳         | 直径65m     | 7c前半      | 県史跡   |

栃木県南部、思川・姿川に挟まれた台地上に築造された古墳である。明治期に発掘され石材が持ち出され、2007-2010年度（平成19-22年度）に発掘調査が実施されている。
墳形は前方後円形で、前方部を南方向に向ける。墳丘は2段築成で、特に1段目は平坦な基壇状を呈し、下野地域特有の「下野型古墳」の特徴を示す。墳丘長は127.85メートルを測り、栃木県内では最大規模になる。墳丘外表では円筒埴輪（朝顔形埴輪含む）・形象埴輪（家形・盾形・靫形埴輪など）が認められる。また墳丘周囲には周溝が巡らされ、周溝を含めた古墳全体としては162メートルにおよぶ。埋葬施設は前方部先端部における横穴式石室で、南南東方向に開口した。明治期に破壊されたため現在は窪みが残るのみであるが、調査では挂甲小札・銀装刀子・金銅製帯金具・ガラス玉などが検出されている。
築造時期は、古墳時代後期の6世紀後半頃と推定される。墳丘規模・石材加工技術・副葬品のいずれも充実した内容を示し、下毛野地方を掌握した首長墳として重要視される古墳になる。
古墳域は1970年（昭和45年）に国の史跡に指定され、石室部材は2014年（平成26年）に栃木県指定有形文化財に指定されている。

## 遺跡歴
- 嘉永3年（1850年）の『壬生領史略』に石室の記述（当時には開口）。
- 明治初年、壬生藩主の「鳥居忠文」（鳥居忠宝の誤記とみられる）が発掘、石室の「蓋石」を移設。
- 1970年（昭和45年）7月22日、国の史跡に指定。
- 2007-2010年度（平成19-22年度）、範囲確認調査（栃木県教育委員会、2008・2009年に概要報告、2011年に本報告）。
- 2014年（平成26年）1月31日、石室部材が栃木県指定有形文化財に指定。

## 墳丘
墳丘の規模は次の通り。

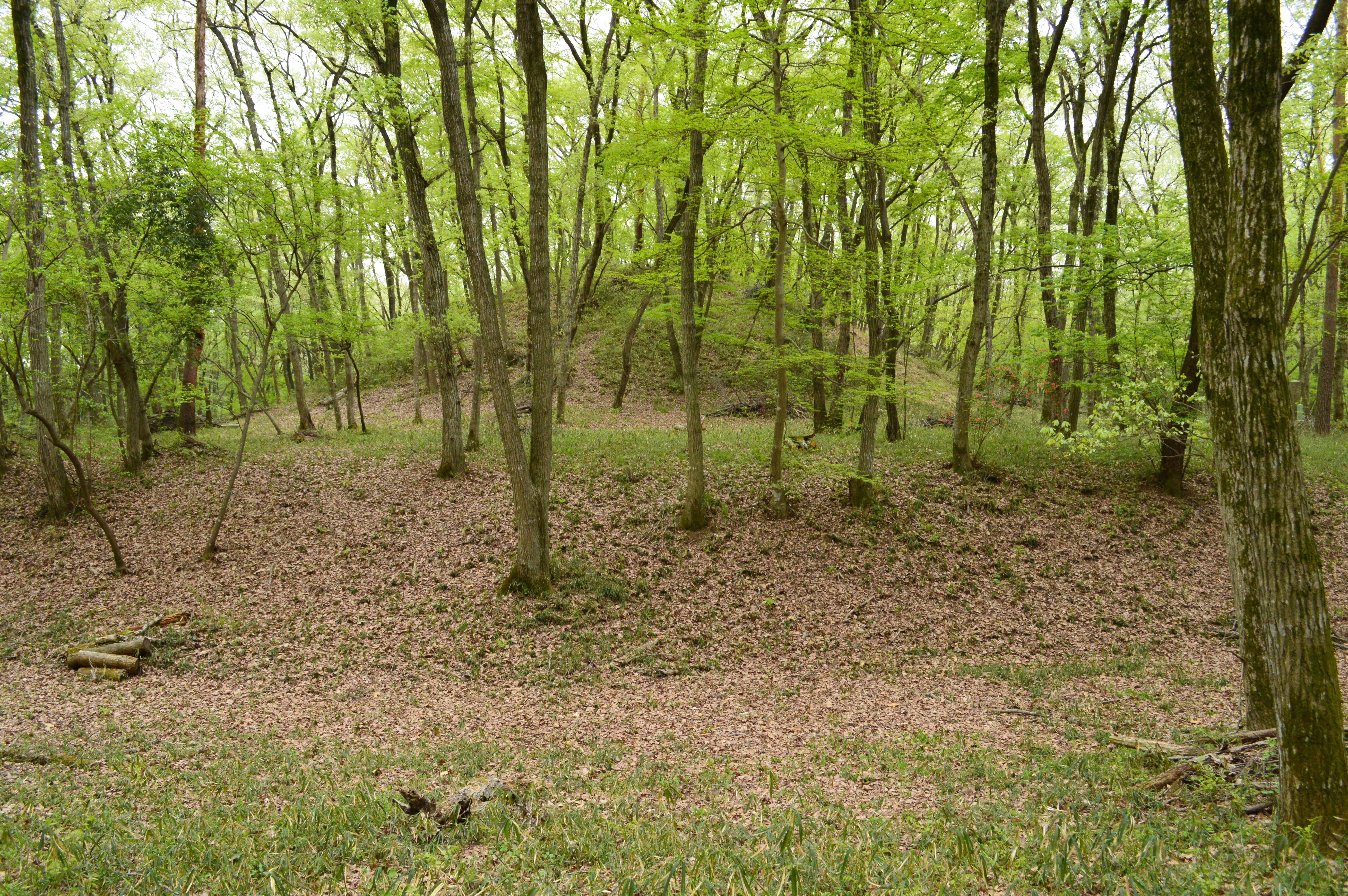
後円部墳丘1段目は平坦な基壇状を呈する。

- 古墳総長：162メートル - 周溝を含めた古墳全長。
- 墳丘長：約127.85メートル

墳丘は2段築成であるが、1段目と2段目は形状が異なり相似形にはない。1段目の平面形は左右非対称の形で、2段目は後円部直径・前方部幅がほぼ等しい。
墳丘周囲に巡る周溝では、覆土から平安時代の浅間山の噴火（1108年）に由来する浅間B軽石の堆積が確認されており、周溝の埋没が進んでいない様子が認められる。

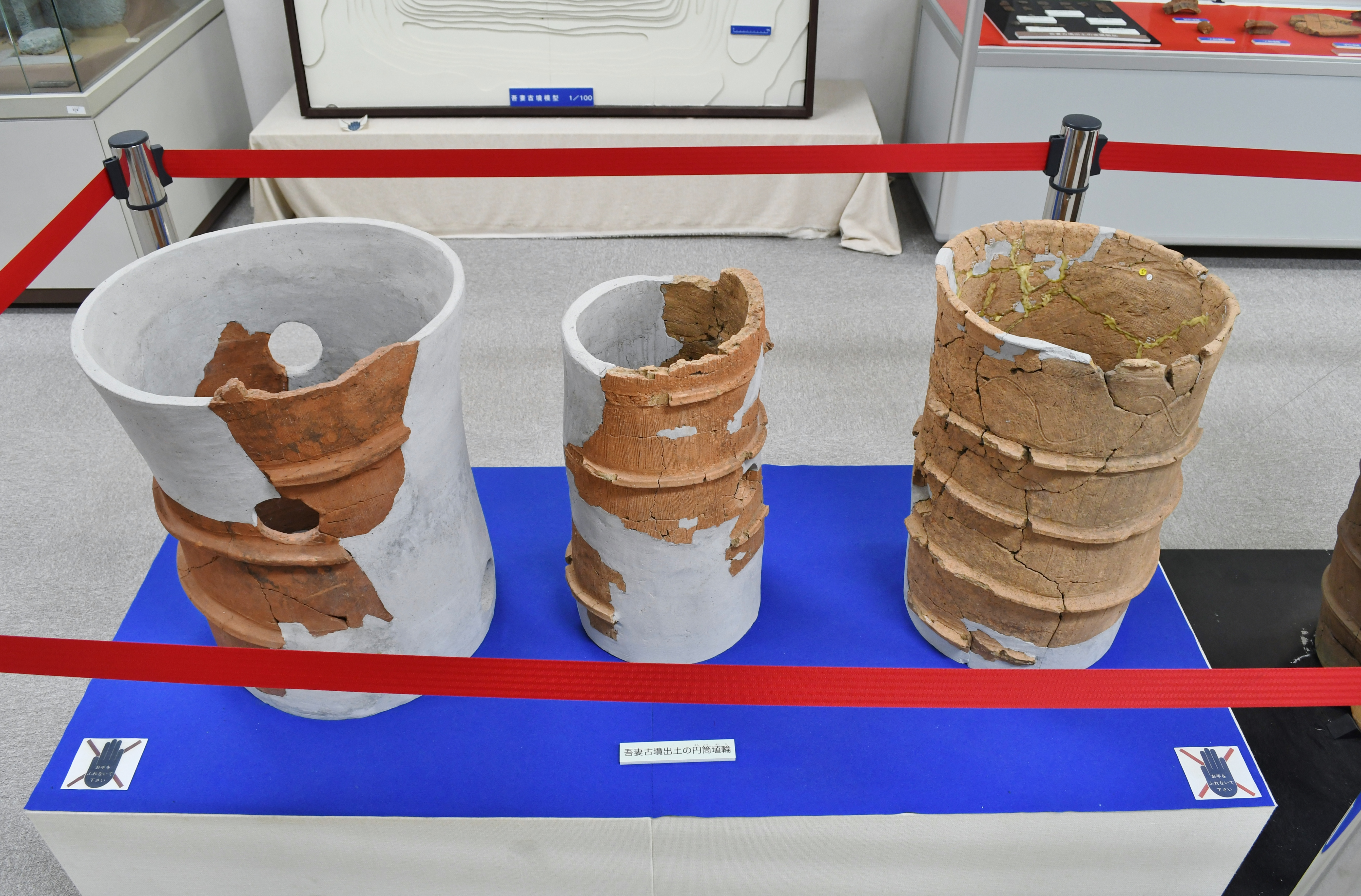
円筒埴輪 とちぎ未来づくり財団埋蔵文化財センター展示。
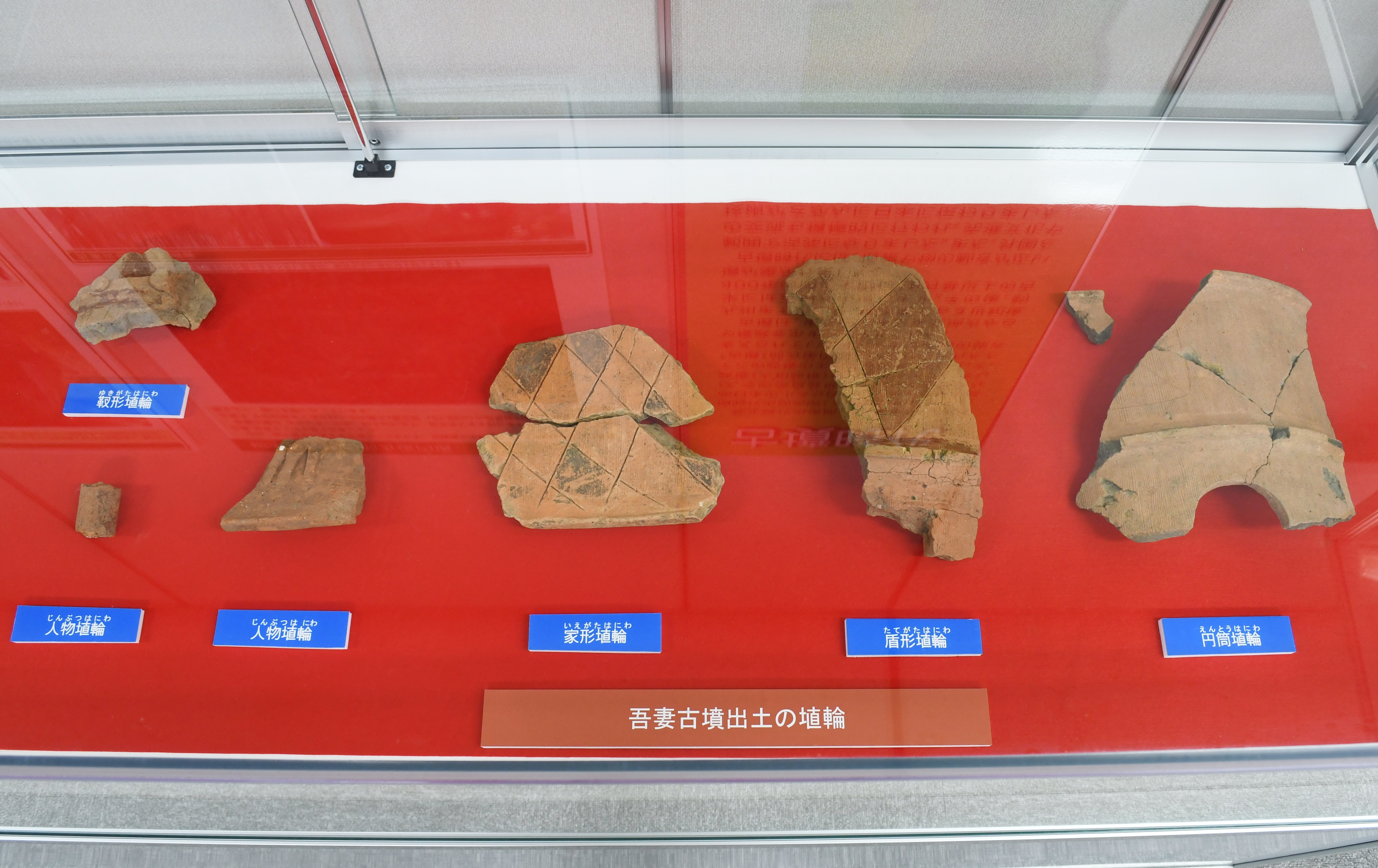
埴輪片 とちぎ未来づくり財団埋蔵文化財センター展示。

## 埋葬施設

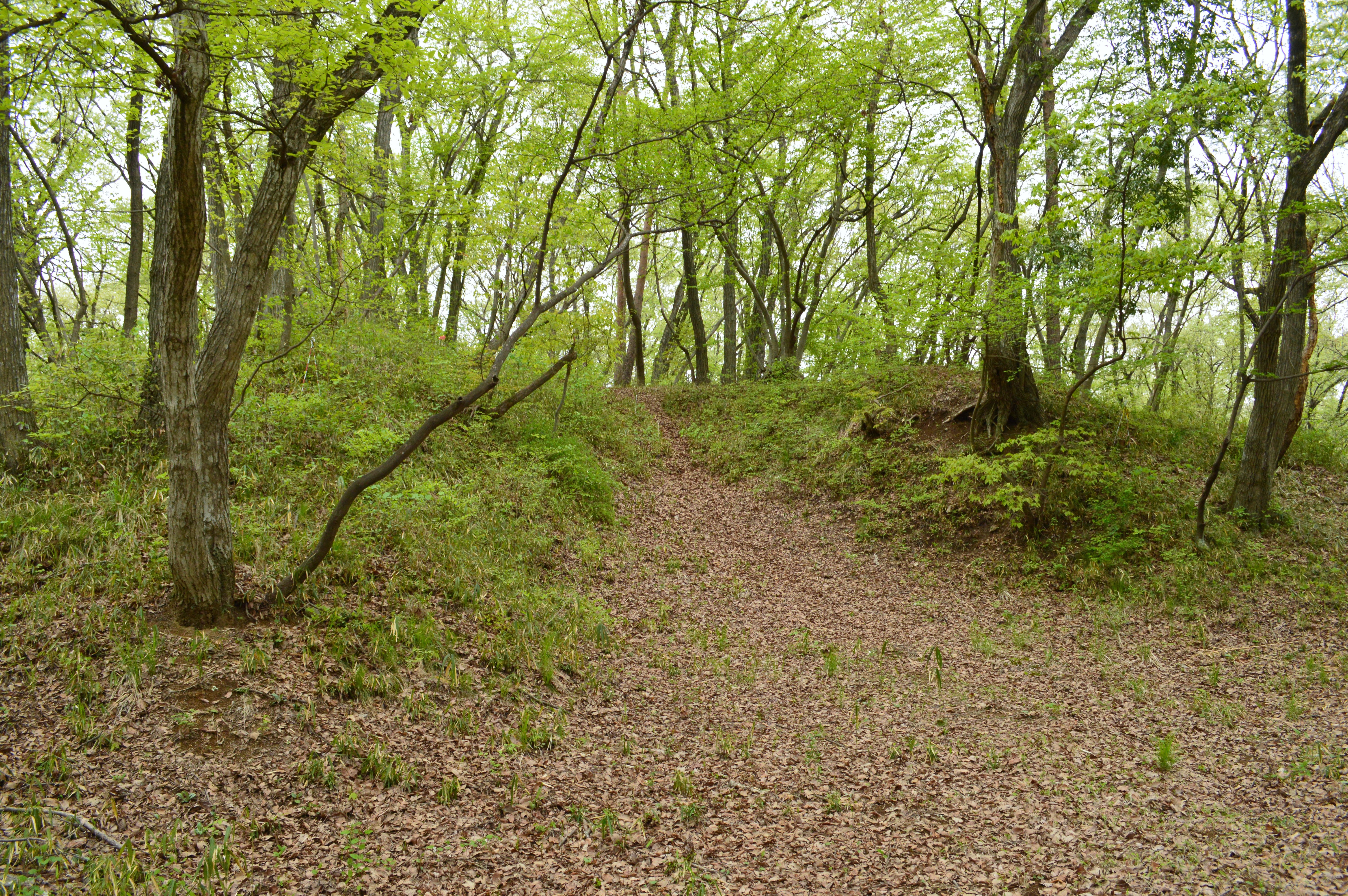
前方部前面（石室跡正面）現在は窪みのみが残る。

埋葬施設としては前方部先端部において横穴式石室が構築されており、南南東方向に開口した。記録では、明治初年に壬生藩主の「鳥居忠文」（鳥居忠宝の誤記とみられる）が庭石にするために石室の「蓋石」を持ち出したという。発掘調査では現地に玄室奥壁・側壁が残されていることが判明し、壬生町城址公園内の伝移設部材（天井石・玄門石）と対応することが認められている。
復元される石室は、玄室・前室からなる複室構造である。石室の規模は次の通り。
- 石室全長：8.4メートル
- 玄室：長さ2.4メートル、幅1.7メートル、高さ約2.0メートル

玄室の奥壁・側壁は玄武岩質硬質の緑色岩の一枚石、玄門は凝灰岩の切石、前室は川原石の小口積み、羨門は凝灰岩によって構築される。玄室の内面には赤色顔料の塗布が認められる。軟質な凝灰岩のみでなく硬質な緑色岩が使用される点で、同時期の畿内を上回る石材加工技術を物語るとして注目される。
伝移設部材のうち天井石は、長さ2.6メートル・幅3.5メートル・厚さ0.8メートル以上を測り、縁辺部には側壁を受けるためのコ字形の刳り込みが認められる。また玄門石は凝灰岩の一枚岩に入り口を刳り抜いたもので、縦2.3メートル・横1.8メートル・厚さ0.45メートルを測り、入り口上部・側面に閉塞石を受けるための刳り込みが認められる。現在では、玄門石・天井石は壬生町城址公園で展示されている。

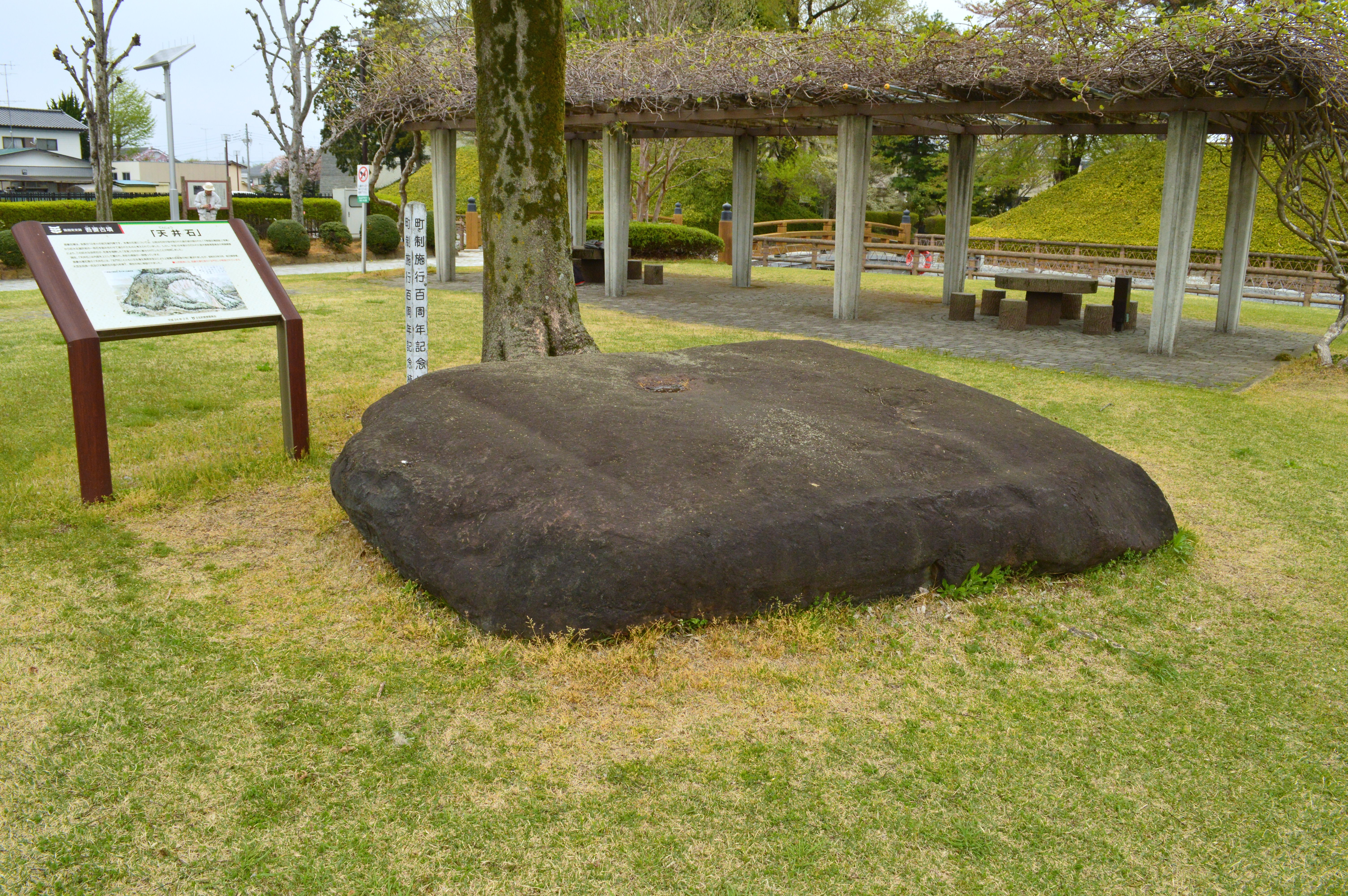
石室天井石（栃木県指定文化財） 壬生町城址公園展示。
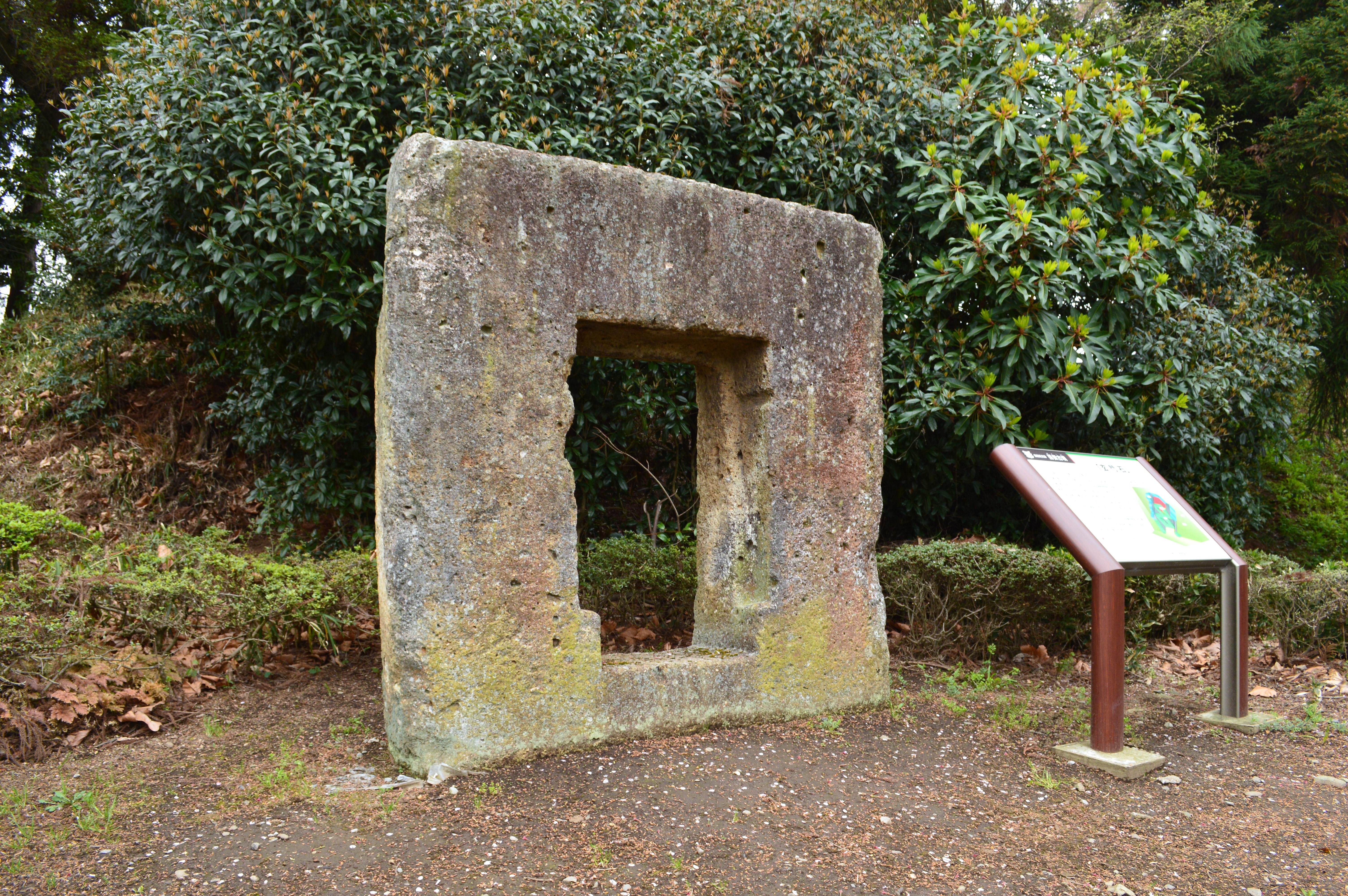
石室玄門石（栃木県指定文化財） 壬生町城址公園展示。
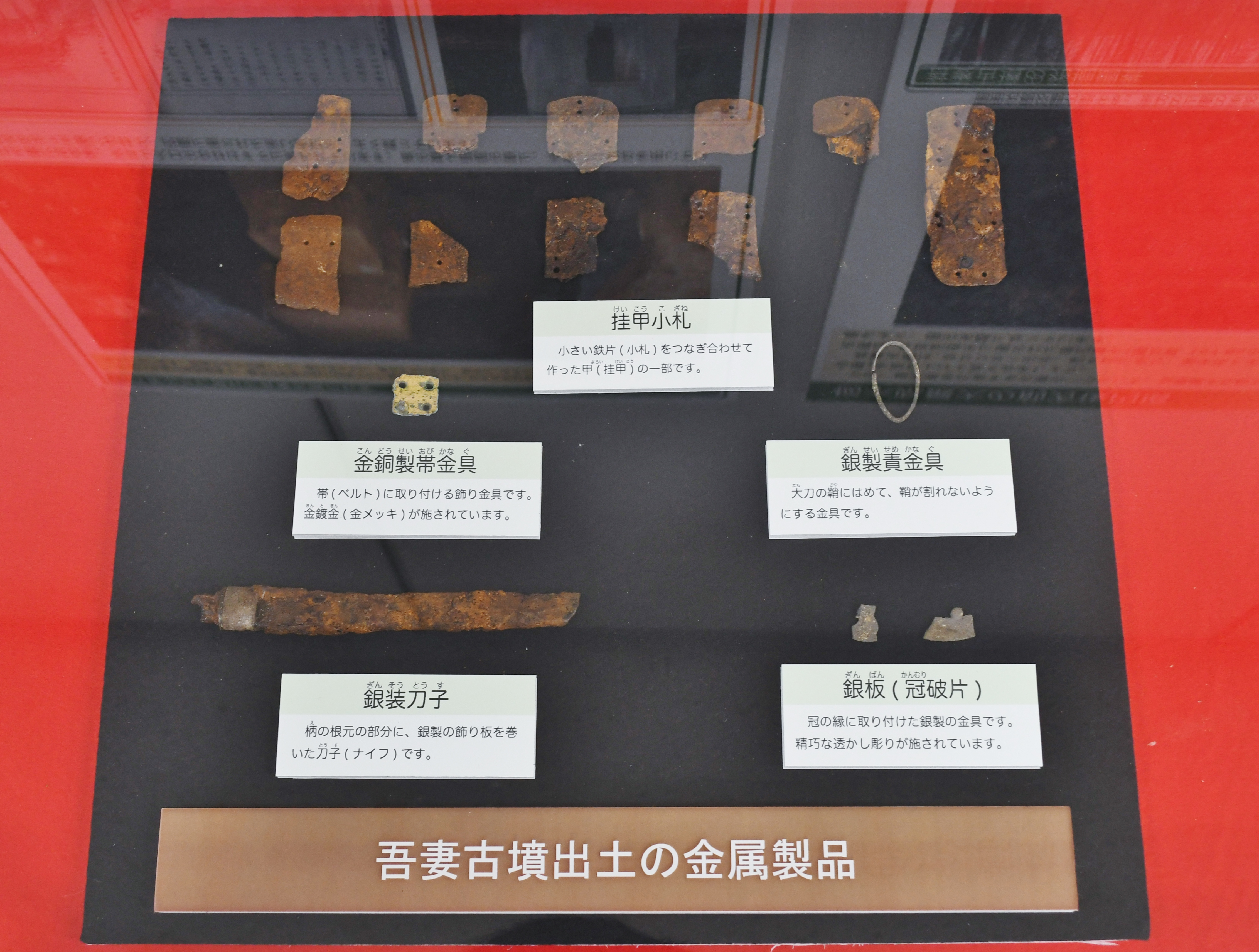
石室内出土品 とちぎ未来づくり財団埋蔵文化財センター展示。

## 文化財

### 国の史跡
- 吾妻古墳 - 1970年（昭和45年）7月22日指定[3][1]。

### 栃木県指定文化財
- 有形文化財
  - 吾妻古墳石室部材（天井石・玄門石）（考古・歴史資料） - 壬生町城址公園所在。2014年（平成26年）1月31日指定[4]。

## 関連施設
- とちぎ未来づくり財団埋蔵文化財センター（栃木県埋蔵文化財センター）（下野市紫） - 吾妻古墳の出土品を展示。
- 壬生町城址公園（壬生町本丸） - 吾妻古墳の石室部材を展示。